# Zwlecza (Fluss)
Die Zwlecza ist ein rechter Zufluss der Pilica in der Woiwodschaft Heiligkreuz und in der Woiwodschaft Schlesien in Polen. Sie gehört damit dem Flusssystem der Weichsel an.

## Geografie
Die Zwlecza entspringt bei dem Dorf Zwlecza in der Gmina  Secemin, berührt auf ihrem Lauf nach Norden bei dem Dorf Rudniki das Gebiet der Stadt Koniecpol,  wechselt dabei zweimal die Woiwodschaft und mündet nach einem rund 18 Kilometer langen Lauf in die Mündung in die Pilica bei dem Dorf Gościencin (Gościęcin).

## Zuflüsse
Unbedeutende rechte Zuflüsse sind die Seca (Länge rund 8 Kilometer) und die Jeżówka.